# Slingsby (Yorkshire du Nord)
Slingsby est un village et une paroisse civile du Yorkshire du Nord, en Angleterre.